# China Blue bei Tag und Nacht
China Blue bei Tag und Nacht ist ein Erotikthriller aus dem Jahr 1984. Regie führte Ken Russell.

## Handlung
Die attraktive Joanna Crane arbeitet tagsüber als erfolgreiche Modedesignerin, sie scheint unnahbar und kalt. Doch nachts ist sie die Prostituierte China Blue, die ihren Freiern erotische Fantasien erfüllt. So sieht man sie bei ihrem ersten Auftauchen als „Miss Liberty“ verkleidet ihre Kundschaft bedienen; sie hat einen Kleiderschrank voll mit Kostümen, um jedem das zu geben, was er will. Mit einem anderen Freier spielt sie die Vergewaltigte. Auf die Frage, wer sie ist, antwortet sie: „Ich bin Cinderella, Kleopatra, Goldie Hawn, Eva Braun, […] Miss Piggy und […] Schneewittchen, ich bin das, was Sie möchten“.
Bald verdächtigt ihr Arbeitgeber Joanna, dass sie wertvolle Muster an die Konkurrenz verkauft. Er engagiert den Privatdetektiv Bobby Grady, der Joanna beschattet. Dabei kommt er ihrem Geheimnis auf die Spur. Grady, der mit seiner Frau Amy Probleme hat, verliebt sich in Joanna und verbringt die Nacht mit ihr. China Blue will aber von der Liebe zunächst nichts wissen.
Doch auch der psychopathische Reverend Shayne verfolgt China Blue und will ihre Seele retten; er hat viele Mordinstrumente wie z. B. scharfkantige Vibratoren in seiner Tasche. Nachdem er eine Frau in einer Spannerkabine ermordet hat, taucht er bei China Blue zu Hause auf und will sie töten. Bobby Grady sucht sie in ihrem Haus auf und hört Joannas Schreie. Er verschafft sich Zutritt zur Wohnung und entdeckt die vermeintliche China Blue. Diese stellt sich am Ende jedoch als der verkleidete Reverend Shayne heraus; der echten China Blue, die im Schrank eingesperrt war, gelang es, aus diesem auszubrechen und Shayne mit einem seiner eigenen Mordwerkzeuge zu töten.
Am Ende des Films spricht Bobby, wie zu Beginn, vor einer Selbsthilfegruppe für Beziehungsprobleme. Er und Amy haben sich nun endgültig getrennt, er ist jetzt mit Joanna zusammen. Er ist „nicht sicher, ob es funktionieren wird, [sie] haben nicht allzu viele Gemeinsamkeiten, abgesehen davon, dass [sie] beide Hilfe benötigen. [Sie] brauchen [sich] gegenseitig“. Der Film endet mit Gradys Worten: „Und dann haben wir gevögelt, bis wir ohnmächtig wurden“.

## Sonstiges
- Rick Wakemans Soundtrack zum Film basiert auf Antonín Dvořáks neunter Sinfonie Aus der Neuen Welt; er veröffentlichte eine komplette CD zu dem Film.
- Ursprünglich war Cher als Darstellerin für die Rolle der Joanna Crane vorgesehen.

## Auszeichnungen
- 1984 LAFCA Award für Kathleen Turner (Beste Schauspielerin)
- 1986 	Sant Jordi Award für Kathleen Turner (Beste ausländische Schauspielerin)

## Kritiken
- „Ein blutiger Film, der von schmutzigem Sex erzählt, von Perversionen und der Verlogenheit der vorgeblich Anständigen. Anthony Perkins stellt seine Rolle als mental verirrten Mann mit beängstigender Eindringlichkeit dar.“ (Dirk Jasper Filmlexikon)
- „Eine Orgie in rauschhaften Farben“ (Cinema)
- „Exzentrisch, intensiv, vulgär und spannend“ (TV-Movie)
- „Ein bösartig-satirischer Kriminalfilm“ (Kölner Stadtanzeiger)
- „Kunstgewerblich verbrämte Aneinanderreihung von vordergründig spekulativen, mitunter unfreiwillig komischen Szenen, die auf eine Auseinandersetzung mit den Charakteren der Geschichte verzichtet.“[1] (Lexikon des internationalen Films)